# TUTOR
TUTOR, também conhecido como PLATO Author Language, é uma linguagem de programação desenvolvida para uso no sistema PLATO da Universidade de Illinois em Urbana-Champaign, começando por volta de 1965. TUTOR foi inicialmente projetado por Paul Tenczar para uso em instrução assistida por computador (CAI) e instrução gerenciada por computador (CMI) (em programas de computador chamados “aulas”) e possui diversos recursos para esse fim. Por exemplo, o TUTOR tem poderosos comandos, gráficos e recursos de análise e julgamento de respostas para simplificar o manuseio de registros e estatísticas de alunos pelos instrutores. A flexibilidade do TUTOR, em combinação com o poder computacional do PLATO (rodando no que foi considerado um supercomputador em 1972), também o tornou adequado para a criação de jogos — incluindo simuladores de vôo, jogos de guerra, jogos de RPG multiplayer no estilo dungeon, jogos de cartas, jogos de palavras e jogos de aula médica, como Bugs and Drugs (BND). Atualmente, TUTOR é a linguagem de programação do Cyber1 PLATO System, que executa a maior parte do código-fonte do PLATO dos anos 1980 e, até junho de 2020, contou com cerca de 5.000 usuários.

## Origem e desenvolvimento
TUTOR foi originalmente desenvolvido como uma linguagem de autoria de propósito especial para projetar aulas de instrução, e sua evolução para uma linguagem de programação de propósito geral não foi planejada. O nome TUTOR foi aplicado pela primeira vez à linguagem autoral do sistema PLATO nos últimos dias do PLATO III. A primeira documentação do idioma, sob este nome, parece ter sido The TUTOR Manual, CERL Report X-4, de R. A. Avner e P. Tenczar, janeiro de 1969.
O artigo Teaching the Translation of Russian by Computer fornece uma cópia do TUTOR pouco antes de o PLATO IV entrar em operação. Os elementos principais da linguagem estavam presentes, mas os comandos eram dados em maiúsculas e, em vez de usar um mecanismo geral, o suporte para conjuntos de caracteres alternativos era por meio de nomes de comandos especiais como WRUSS para "escrever usando o conjunto de caracteres russo".
Ao longo da década de 1970, os desenvolvedores do TUTOR aproveitaram o fato de todo o corpus de programas do TUTOR estar armazenado on-line no mesmo sistema de computador. Sempre que sentiam a necessidade de alterar o idioma, eles executavam um software de conversão sobre o corpus do código TUTOR para revisar todo o código existente para que ficasse em conformidade com as alterações feitas. Como resultado, uma vez que novas versões do TUTOR foram desenvolvidas, manter a compatibilidade com a versão PLATO pode ser muito difícil.
A Control Data Corporation (CDC), em 1981, eliminou amplamente o nome TUTOR de sua documentação PLATO. Eles se referiram à própria linguagem como PLATO Author Language. A frase TUTOR file ou mesmo TUTOR lesson file sobreviveu, entretanto, como o nome do tipo de arquivo usado para armazenar texto escrito na linguagem do autor PLATO.